# Schietpartij in Blagovesjtsjensk op 14 november 2019
Op 14 november 2019 vond er een schietpartij plaats in het Amur College voor Bouw en Huisvesting en Openbare Nutsvoorzieningen in Blagovesjtsjensk, Oblast Amoer, Rusland. Een student kwam om het leven en drie anderen raakten gewond. De dader pleegde zelfmoord.

## Gebeurtenis
Om ongeveer 10.16 uur lokale tijd die dag kwam de 19-jarige student Daniil Zasorin te laat aan op de hogeschool, waarna zijn leerkracht hem verzocht om het klaslokaal te verlaten. Zasorin gehoorzaamde, maar kwam even later terug met een wapen verstopt onder zijn kleren. Hij begon te roken in de gang. Toen hij hiervoor werd berispt, pakte hij zijn IZh-81 jachtgeweer en begon te schieten. 
Ooggetuigen van het incident renden naar buiten, waar op dat moment verkeersagenten aan het patrouilleren waren. Toen de politie arriveerde, zagen ze een jongeman met een jachtgeweer op de tweede verdieping. De laatstgenoemde schoot verschillende keren naar de richting van de agenten. Ze schoten terug en raakten de schutter in zijn heup en zijn beide schouders. Hij pleegde zelfmoord in een leeg lokaal.

## Juridische stappen
Het onderzoekscomité van de regio Amoer zette een strafzaak in gang op grond van een misdrijf in de zin van de delen "a", "i", deel 2, artikel 105 van het Wetboek van Strafrecht van de Russische Federatie (moord op twee personen gepleegd uit wanordelijk gedrag) tegen werknemers van beveiligingsorganisatie "Sirius-A". Alexander Bastrykin gaf instructies om de organisatie van het beveiligingssysteem van het schoolgebouw te Checken als deel van het onderzoek.
De strafrechtelijke zaak die werd geopend tegen de werknemers van "Sirius-A" was ook op de gronden van een misdaad onder deel 3 van artikel 238 van het wetboek van de Russische Federatie (prestatie van werk of voorzieningen van diensten die niet voldoen aan veiligheidseisen waardoor meerdere personen omkomen). Ook werden er strafrechtelijke procedures werden begonnen tegen bestuurders van de school, op de gronden van een misdaad onder deel 2 van artikel 293 van de Cirminele Code van de Russische Federatie (ongepast handelen door een baas, waarmee zijn plichten verwaarloosd raken, waardoor meerdere personen omkomen).
Oleg Ermolov, een werknemer van Sirius-A die het schoolgebouw bewaakte, en  Sergei Andryushchenko, de directeur van de beveiligingsfirma, werden gearresteerd. Op 20 september 2022 veroordeelde de Blagoveshchensk Stadsrechtbank beide mannen tot een boete van 400 duizend roebel (ongeveer 3.700 euro) . Wel werden ze vrijgelaten uit de gevangenis. Ook moesten ze 20 duizen roebel (ongeveer 200 euro) aan elk slachtoffer en 200 duizend roebel (ongeveer 1.800 euro)  aan de moeder van de overleden student betalen als compensatie voor emotionele schade.

## Dader
Daniil Viktorovich Zasorin (Russisch: Даниил Викторович Засорин) (geb. 12 augustus 2000) groeide op met een moeder, stiefvader en een jongere broer. Volgens rapporten van zijn kennissen, had Daniil een rustig en gebalanceerd karakter en was hij van plan om in de toekomst programmeur te worden. Van zijn stiefvader mocht hij een jachtgeweer kopen, met het idee dat ze samen zouden gaan jagen.
Volgens plaatsvervangend procureur-generaal Igor Tkachev was het personeel van de dienstplichtcommissie op de hoogte van de zelfmoordneigingen van Daniil. De op dat moment vigerende instructies belemmerden hen echter om dit ook aan de school te laten weten.

## Nasleep
Naar aanleiding van de schietpartij in het schoolgebouw is de beveiliging en de toegang tot vuurwapens terug een probleem geworden. Het schoolgebouw werd onder bescherming genomen door de Federale Staat Unitaire Onderneming. Er waren voorstellen om alle hoge en secundaire scholen over te plaatsen naar departementale beveiliging. Echter werd er later een contract gesloten met de PSC Rosbezopasnost. 
De families van de slachtoffers kregen een compensatie van het reservefonds van de regering van de regio Amoer, in totaal was dat 2.5 miljoen roebel (ongeveer 23 duizend euro).